# Roman libertin
 (septembre 2023).

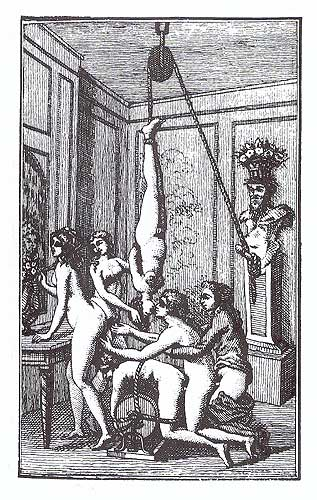
Illustration de l’Histoire de Juliette du marquis de Sade.

Le roman libertin (dit parfois « licencieux ») est un genre littéraire du XVIIIe siècle mêlant érotisme, philosophie et anticléricalisme. 
Les auteurs les plus remarquables et prolifiques du genre sont Crébillon fils, Denis Diderot, Sade, Choderlos de Laclos, Restif de la Bretonne, Nougaret ou encore Nerciat.

## Origine et portée
Ce genre prend ses racines dans la tradition libertine européenne, d’abord dans l’Antiquité gréco-romaine avec Sapho, Aristophane, puis Ovide, Catulle, et chez les Italiens avec l'Arétin et Baffo, et ensuite en France. Elle s’est continuée jusqu’à nos jours.
Essentiellement anticléricaux,  érotiques, les romans libertins attaquent l’ordre établi.
Cette littérature, proscrite, persécutée par les tribunaux, respire la plus authentique liberté. La plus libre qui soit, elle fuse dans toutes les directions de la psyché humaine[Interprétation personnelle ?]. Les auteurs ne cherchent pas à faire belle figure honorable, mais à dire vrai le désir humain et ses incroyables fantasmes.
L'École des filles est un ouvrage publié en 1655 et est considéré comme le premier roman d'apprentissage libertin de la littérature française.
Pour comprendre l'émergence et le succès de la littérature libertine au XVIIIe siècle, il faut la rapporter aux plus larges mouvements de contestations philosophiques, littéraires, scientifiques et artistiques qui caractérisent cette époque (rationalité des Lumières contre la mystification chrétienne, idées nouvelles concernant l'individualité, la liberté, la conscience, et donc les fins de l'existence terrestre, qui doit désormais être vécue pour elle-même, et non plus dans le rachat envers Dieu).

## Auteurs
On trouve notamment parmi les auteurs de romans libertins Crébillon fils (Le Sopha, conte moral, 1742), Denis Diderot (Les Bijoux indiscrets, 1748), Choderlos de Laclos (Les Liaisons dangereuses, 1782), le marquis de Sade (La Philosophie dans le boudoir, 1795), ou encore Restif de la Bretonne (Le Pied de Fanchette, 1769/1776 ; Ingénue Saxancour, 1789 ; L'Anti-Justine, ou les Délices de l'amour, 1798) — ce dernier est parmi les romanciers les plus prolifiques. Nerciat est l’auteur de deux chefs-d’œuvre : Les Aphrodites (1793) et Le Diable au corps (posthume). Ses autres œuvres comptent Lolotte, la Matinée libertine, le Doctorat impromptu, Félicia ou Mes Fredaines, Julie philosophe, Contes saugrenus, Monrose.
Parmi d'autres titres célèbres on peut citer Histoire de Dom Bougre, portier des Chartreux de Gervaise de Latouche (1741), Thérèse philosophe de Boyer d’Argens (1748), Margot la ravaudeuse (1750) de Fougeret de Monbron, Angola, histoire indienne de La Morlière ou Pauliska, ou La Perversité moderne, mémoires récents d'une Polonaise (1798) de Révéroni Saint-Cyr.
Les précurseurs des auteurs libertins sont Théophile de Viau et Saint-Évremond, eux-mêmes inspirés par Épicure et le Satyricon de Pétrone.

## Études
L’historien Robert Darnton a étudié la diffusion de ce genre dans Édition et sédition et dans Un tour de France littéraire. Le monde des livres à la veille de la Révolution (The Forbidden Best-Sellers of Pre-Revolutionary France, 1995). Outre des romans, il convoque dans ses recherches des essais comme Erotika Biblion et des pièces de théâtres. Il rappelle que le roman libertin comme prétexte à parler de sexualité de façon libre, conduit à produire une réflexion philosophique et donc que c'est par là un acte éminemment politique.
Gaétan Brulotte, dans son ouvrage, Œuvres de chair, en fait une analyse. Alexandrian est essentiel avec les Libérateurs de l’amour et son Histoire de la littérature libertine. Les professeurs Michel Delon, Marc André Bernier et Laurent Versini comptent parmi les spécialistes les plus réputés de la littérature libertine.